# 行貨
行貨是相對於水貨（即平行進口貨品）的一個俗稱，台灣又稱為公司貨，一般指經由正式代理商或者分公司入口的貨品，與水貨的分別在於有總公司正式授權在銷售地發售，可以在銷售地或外地的工廠生產，再運至銷售地發售。
行貨的售價一般比水貨高昂，可能是由於正式代理商有較高的成本，包括廣告宣傳、版權或授權費用、關稅、銷售稅、存貨風險及售後保養服務等。加上貨品在不同國家的價格有差距，也令行貨與水貨有價格差距。有少數的例子，總公司奉行全球統一售價，自然的讓水貨從市場消失，而行貨可繼續銷售。
行貨電子、電器產品一般都附有有期限的免費或收費保養服務，由代理商提供。水貨則可能完全沒有保養。對消費者而言，購買行貨雖然較貴，但亦比較有保障。大規模的零售商一般只售賣行貨，以保障消費者權益。

## 參看
- 平行進口貨品